# 성균관대역
성균관대역 또는 성대역(成均館大驛, Sungkyunkwan Univ. station)은 경기도 수원시 장안구 율전동에 있는 경부선의 전철역으로, 수도권 전철 1호선이 운행된다. 완행열차와 급행열차 등 모든 1호선 열차가 다 정차한다.
초기에는 율전역으로 개업하였으나, 인근 성균관대학교 자연과학캠퍼스의 요청으로 역명이 변경되어 오늘에 이르게 되었다. 그러나 일부 주민들이 율전역으로 역명을 환원하는 것을 요구했었다.
개업 초기에는 주변 역세권이 미미해, 성균관대학교 재학생들만 통학용으로 이용하는 수준이었다. 그러나, 주변에 주거단지가 가득 들어찬 현재까지도 협소한 역사가 증개축 없이 운영되어 왔다. 이에 한국철도공사에서 민간자본 유치로 확장공사를 추진하여, 2017년 9월 29일 북부역사와 함께 출구 두 개가 신설되었다. 기존 역사 리모델링은 2018년 6월 완료되었다.

## 역사
- 1979년 2월 1일 : 율전역(栗田驛)이라는 역명으로 배치간이역 운행 시작[5]
- 1984년 1월 1일 : 성대앞역(成大앞驛)으로 역명 변경[6]
- 1992년 3월 2일 : 운전간이역으로 변경[7][8]
- 1994년 12월 1일 : 성균관대역(成均館大驛)으로 역명 변경[9]
- 1998년 1월 1일 : 무배치간이역으로 격하[10]
- 2010년 1월 21일: 당정역 개업으로 1호선 역번호가 P152번에서 P153번으로 변경
- 2017년 9월 29일: 북부역사 및 3·4번 출구 신설[4]
- 2018년 7월 1일: 저녁 시간대 신창 급행 2회 추가 정차
- 2019년 12월 30일: 급행 성균관대역 추가 정차 .[11]

## 역 구조
2면 4선의 쌍섬식 승강장이다. 출구는 4개이다. 현재 스크린도어가 설치되어 있다.

### 승강장
| ↑ 의왕          |
| ４３ \| ２１ \| |
| 화서↓           |

| 1 | ● 수도권 전철 1호선 | 급행·완행 수원 · 병점 · 서동탄 · 천안 · 신창 방면            |
| 2 | ● 수도권 전철 1호선 | 수원 · 평택 · 천안 방면 B급행                                |
| 3 | ● 수도권 전철 1호선 | 의왕 · 군포 · 안양 · 금천구청 · 영등포 · 서울역 방면 B급행   |
| 4 | ● 수도권 전철 1호선 | 급행·완행 의왕 · 금정 · 안양 · 금천구청 · 구로 · 광운대 방면 |

## 역 주변
- 경기체육고등학교
- 동남보건대학교
- 성균관대학교 자연과학캠퍼스
- 성균관대학교 수성관 (대학농구리그 성균관대학교 홈구장)
- 성균관대학교 체육관 (대학배구리그 성균관대학교 홈구장)
- 성균관대학교 운동장 (대학축구리그 성균관대학교 홈구장)
- 경기고용노동지청
- 영생고등학교
- 천천동행정복지센터
- 율전파출소
- 상률초등학교
- 율전초등학교
- 율전중학교
- 천천초등학교
- 천천중학교
- 천천고등학교
- 인천경기지방병무청 공익근무요원 교육센터
- 천록아파트
- 삼성래미안
- 신일아파트
- 경기지방 노동위원회

## 승차량 변동
| 노선   | 승차 인원 | 승차 인원 | 승차 인원 | 승차 인원 | 승차 인원 | 승차 인원 | 승차 인원 | 승차 인원 | 주 석  |
| 노선   | 2000년    | 2001년    | 2002년    | 2003년    | 2004년    | 2005년    | 2006년    | 2007년    | 주 석  |
| ------ | --------- | --------- | --------- | --------- | --------- | --------- | --------- | --------- | ------ |
| 경부선 | 11657     | 13844     | 17635     | 20020     | 14543     | 14975     | 15759     | 15975     | [ 12 ] |
| 노선   | 2008년    | 2009년    | 2010년    | 2011년    | 2012년    | 2013년    | 2014년    | 2015년    |        |
| 경부선 | 16228     | 15806     | 16161     | 16271     | 16057     | 16160     | 17377     |           | [ 12 ] |

## 인접한 역
| 경부선                       | 경부선                            | 경부선                       |
| ---------------------------- | --------------------------------- | ---------------------------- |
| P152 의왕 광운대 방면        | ● 수도권 전철 1호선 경부선 완행   | P154 화서 서동탄 · 신창 방면 |
| P152 의왕 청량리 방면        | ● 수도권 전철 1호선 경부선 급행 A | P155 수원 신창 방면          |
| P152 의왕 서울역 (지상) 방면 | ● 수도권 전철 1호선 경부선 급행 B | P155 수원 신창 방면          |